# Cosmetus mesacanthus
Cosmetus mesacanthus is een hooiwagen uit de familie Cosmetidae.